# Hans Culeman
Hans Dieter Culeman (Rhaunen, 26 september 1927 – Den Haag, 17 januari 1974) was een Nederlands acteur van Duitse afkomst. Hij was verbonden aan het Nederlands Volkstoneel, Rotterdamse Comedie, Toneelgroep Studio, Toneelgroep Theater, Toneelgroep Centrum, Nieuw Rotterdams Toneel, Haagse Comedie, en speelde daarnaast in enkele films en televisieseries (onder andere Floris). Ook maakte hij deel uit van de kerngroep van acteurs die aan de Nederlandse Televisie Stichting was verbonden. Voorts vertaalde Culeman een toneelstuk van de Oostenrijkse toneelschrijver Hermann Ortner.

## Biografie
Culeman werd in een familie van Duitse theologen geboren als zoon van een Duitse dominee en diens echtgenote A.C.J.E. Culeman-Schüler. Zijn grootvader was zendeling op Sumatra. Culeman sr. weigerde in 1934 de eed op nazi-Duitsland af te leggen. Het gezin vluchtte in 1936 naar Nederland en kreeg de Nederlandse nationaliteit. Culeman sr. studeerde geneeskunde en vestigde zich als arts in Amsterdam.
Culeman werkte enige tijd bij de KLM en volgde de privé-opleiding 'Akademie voor Dramatische Kunst'. Nadat hij met Jan Velzeboer Huis clos had opgevoerd kreeg hij in 1947 een contract aangeboden bij het Nederlands Volkstoneel. Hij speelde onder andere in Op hoop van zegen (Barend) en Maria Stuart (Mortimer). Halverwege de jaren vijftig begon Culeman daarnaast voor televisie te werken.
In 1962 werd hij aangezocht voor de rol van SD-officier Grundmann in De overval. Culeman werd in 1969 landelijk bekend door zijn rol als Maarten van Rossum in de populaire televisieserie Floris. In 1973 was hij te zien in enkele afleveringen van de dramaserie Waaldrecht. In de aflevering De ingreep, uitgezonden op 24 april 1973, speelde hij de scheepswerfdirecteur Griensveen, als vervanger van Henk Rigters die ziek was geworden. Ook in de afleveringen Fakkels en De weg terug was hij als Griensveen te zien. Volgens de toenmalige televisiecriticus van NRC Handelsblad was het mede aan Culeman te danken dat Griensveen de hoofdpersoon van de serie was geworden.
Culeman overleed op 46-jarige leeftijd in zijn kleedkamer aan een hartaanval, tijdens een opvoering van De zottin van Chaillot (La Folle de Chaillot) van Jean Giraudoux in de Haagse Schouwburg. Hij werd begraven op Oud Eik en Duinen.

## Persoonlijk leven
Culeman was vijf jaar getrouwd met de juriste Maja Krans (1927-2016) en zou 21 jaar een relatie met de actrice Elly van Stekelenburg hebben gehad. Twee jaar na zijn dood werd bekend dat hij een dochter had bij een onbekend gebleven actrice.

## Filmografie
- 1959 - De dubbelganger (televisiespel), Ernst Latour en diens broer (dubbelrol)[19]
- 1959 - Een engeltje in de lommerd (televisiespel, A.B. Shiffrin), gangster[20]
- 1962 - De overval, Hauptsturmführer Grundmann (als H.D. Culeman[9])
- 1964 - De tweekopige adelaar (L'Aigle à deux têtes van Jean Cocteau), Stanislas[21]
- 1966 - Een ochtend van zes weken, Jimmy
- 1966 - De verkoper (televisiedrama), de man
- 1967 - De zaak J. Robert Oppenheimer (In der Sache J. Robert Oppenheimer, Heinar Kipphardt), Edward Teller[22]
- 1967 - De meiden (Les Bonnes van Jean Genet) (uitgezonden op 10 augustus 1967), Solange[23]
- 1968 - Pleidooi voor een rebel (uitgezonden 18 januari 1968)[24]
- 1969 - Maigret en de ter dood veroordeelde (naar La tête d'un homme van Georges Simenon, uitgezonden op 5 januari 1969), Radek[25]
- 1969 - Floris (televisieserie), Maarten van Rossem
- 1973 - Waaldrecht (aflevering De ingreep, uitgezonden op 24 april 1973), scheepswerfdirecteur Harry Griensveen[11]
- 1973 - Waaldrecht (aflevering Fakkels, uitgezonden op 5 juni 1973), scheepswerfdirecteur Harry Griensveen[12]
- 1973 - Waaldrecht (aflevering De weg terug, uitgezonden op 12 juni 1973), scheepswerfdirecteur Harry Griensveen[13]